# Jimmy Justice
James "Jimmy" Justice, född James Anthony Bernard Little den 15 december 1939 i Bermondsey i Southwark, London, död 15 november 2022, var en brittisk sångare som framförallt var populär i början av 1960-talet. Han slog igenom 1961 med sången "Little Lonely One", som var en uppoppad version av Sankta Lucia. Året efter fick han flera hits, först med "When My Little Girl Is Smiling", därefter kom "Ain't That Funny" och i augusti dök låten "Spanish Harlem" upp på Englandslistan.